# ベンヤミン・ウプホフ
ベンヤミン・ウプホフ（Benjamin Uphoff, 1993年8月8日 - ）は、ドイツ・ブルクハウゼン出身のサッカー選手。ポジションはゴールキーパー。

## 経歴
2014年8月26日にVfBシュトゥットガルトのリザーブチームに期限付き移籍した。2015年8月31日、シュトゥットガルトに完全移籍した。
2020年7月、SCフライブルクに加入した。